# Thomas Russ
Thomas Russ (* um 1430 in Gemmingen; † nach 1485) war ein deutscher Mediziner, Leibarzt und Hochschullehrer.

## Leben und Wirken
Thomas Russ studierte seit 1448 Medizin an der Universität Heidelberg. 1450 erwarb er nach dem Grundstudium der „Artes Liberales“ dort den Grad eines Bakkalaureus, 1452 den Magistergrad. Seine Prüfung hierfür erfolgte bei dem Medizinprofessor Erhard von Zwiefalten (Erhard Knab). Russ unterrichtete dann selbst an der Heidelberger Artistenfakultät. Seine weiteren Studien erfolgten in Italien an der Universität Padua, wo er 1461 die Prüfungen zum Erhalt des medizinischen Doktorgrad absolvierte.
Über seine Tätigkeit in den folgenden Jahren ist fast nichts bekannt. Es wäre möglich, dass sich Russ als Arzt in Konstanz aufgehalten hat. Erst im Jahre 1478 gibt es wieder Informationen über ihn, als er zum Leibarzt bei Graf Eberhart im Bart am württembergischen Hof in Stuttgart ernannt wurde. Gleichzeitig erhielt er die Ernennung auf die zweite Medizinprofessur (neben Johannes May) an der 1477 neu gegründeten Universität Tübingen. Über seine Tätigkeit dort und sein Fortleben seit 1485 ist nichts bekannt.